# Острова Луайоте (провинция)
Острова Луайоте или острова Лоя́лти — одно из трех административных подразделений Новой Каледонии, охватывающее архипелаг Островов Лояльности (фр. Iles Loyauté) в Тихом океане, расположенных к северо-востоку от основной части Новой Каледонии Гранд-Терр. Коренные жители — канаки и тавуавуа.

## История
Первый зарегистрированный контакт с Западом приписывается британскому капитану Уильяму Рейвену с китобойного судна «Британия», который в 1793 году направлялся с острова Норфолк в Батавию (ныне Джакарта). Весьма вероятно, однако, что открытие и название произошло от чиновников на Лондонском корабле «верность», который находился в торговом плавании по Тихому океану с 1789 по 1790 год.

## География
Архипелаг состоит из шести обитаемых островов: Лифу, Маре, Тига, Увеа, Мули и Файава, а также нескольких небольших необитаемых островов. Их общая площадь составляет 1,981 км² (765 кв. миль). Самая высокая высота находится на высоте 138 м (453 фута) над уровнем моря на острове Маре. Острова являются частью экорегиона тропических лесов новой Каледонии. Главным экспортным товаром островов является копра. 

## Демография
Жители островов имеют смешанное меланезийское и полинезийское происхождение с небольшим европейским меньшинством. Численность населения по переписи 2009 года составила 17 436 человек, что на 7,9 % меньше, чем по предыдущей переписи 2004 года (22 080 человек). В 2014 году население выросло до 18 297 человек, увеличившись на 4,9 %, а в 2019 году население выросло ещё на 0,1 % до 18 353 человек.

## Муниципалитеты
Провинция делится на три муниципалитета: Лифу, Маре, Увеа.